# Maison 't Daghet in den Oosten
La maison 't Daghet in den Oosten  (en néerlandais : Woning ou Huis 't Daghet in den Oosten et signifiant en français : le Jour point à l'Orient, titre d'un cantique flamand ancien) est un immeuble réalisé par l'architecte Jacques De Weerdt en 1906 dans le style Art nouveau à Anvers en Belgique (région flamande).

## Histoire
La maison a été construite pour Monsieur Hoedemakers. Elle est classée et reprise sur la liste des monuments historiques de Berchem depuis le 4 décembre 2003. 

## Situation
Cette maison se situe au no 28 d'Oostenstraat, une artère résidentielle du quartier de Zurenborg à Berchem au sud-est d'Anvers comptant d'autres réalisations de style Art nouveau dues aussi à Jacques De Weerdt aux nos  32 (maison Citroen-Cahn) et 34 (Maison Leys).

## Description

### Façade
La maison est bâtie par l'architecte Jacques De Weerdt dans le style Art nouveau floral cher à Victor Horta. La façade fait quelque peu penser à la maison Les Mouettes construite l'année précédente par le même Jacques De Weerdt.
La façade compte deux travées et trois niveaux (deux étages). La travée de droite comprenant la porte d'entrée à deux battants est la plus étroite. La façade est bâtie en pierre blanche avec soubassement en pierre bleue. La façade marque une avancée concave au niveau de la base du premier étage où se trouve une baie ouverte reposant sur une console en pierre blanche prolongeant un meneau séparant les baies du rez-de-chaussée. Cette baie ouverte est précédée d'un balcon en fer forgé aux lignes courbes. Un des éléments les plus remarquables de cette façade est l'enchaînement partant de deux pilastres situés au dernier étage de la travée de gauche, se transformant en moulures s'entrecroisant à deux reprises et descendant le long de la façade pour enfin se transformer en deux poissons semblant mordre le balcon. Les appuis de fenêtre possèdent des larmiers.

### Mosaïques

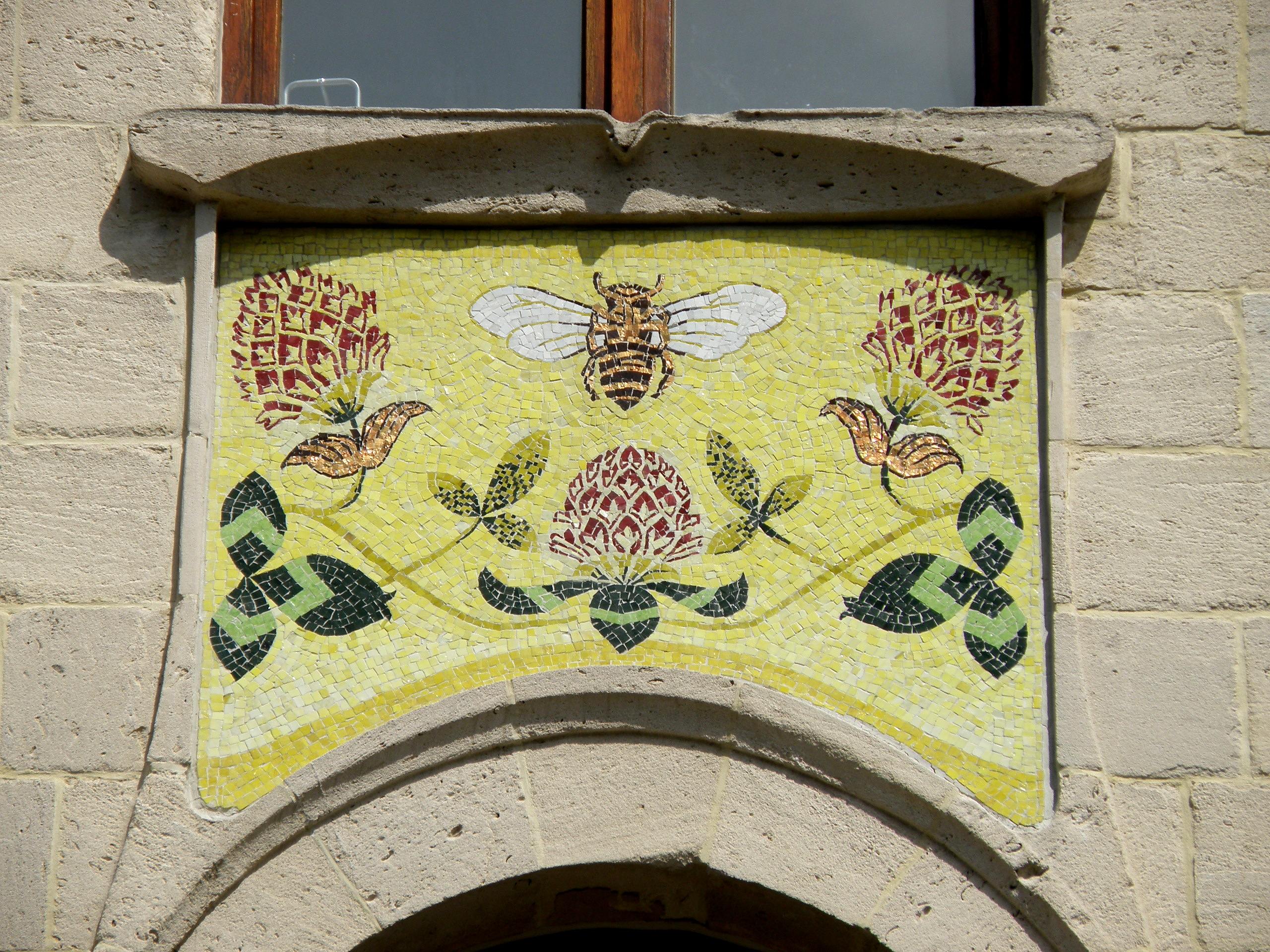
Mosaïque.

Trois mosaïques ornent la façade. La plus grande se trouve au tympan de la baie du premier étage de la travée de droite. Elle représente, sur fond jaune, une abeille en vol autour de trois fleurs et feuilles de trois sortes. Deux plus petites mosaïques se logent au tympan des deux baies du dernier étage de la travée de gauche faisant figurer un décor végétal stylisé. Les mosaïques ont été rénovées en 2014.

## Source
- (nl) Elise Hooft, Greet Plomteux & Rita Steyaert, « Art-nouveauwoning 't Daghet in den Oosten (notice n° 7400) », Bruxelles, Agentschap Onroerend Erfgoed